# Joseph Stevens

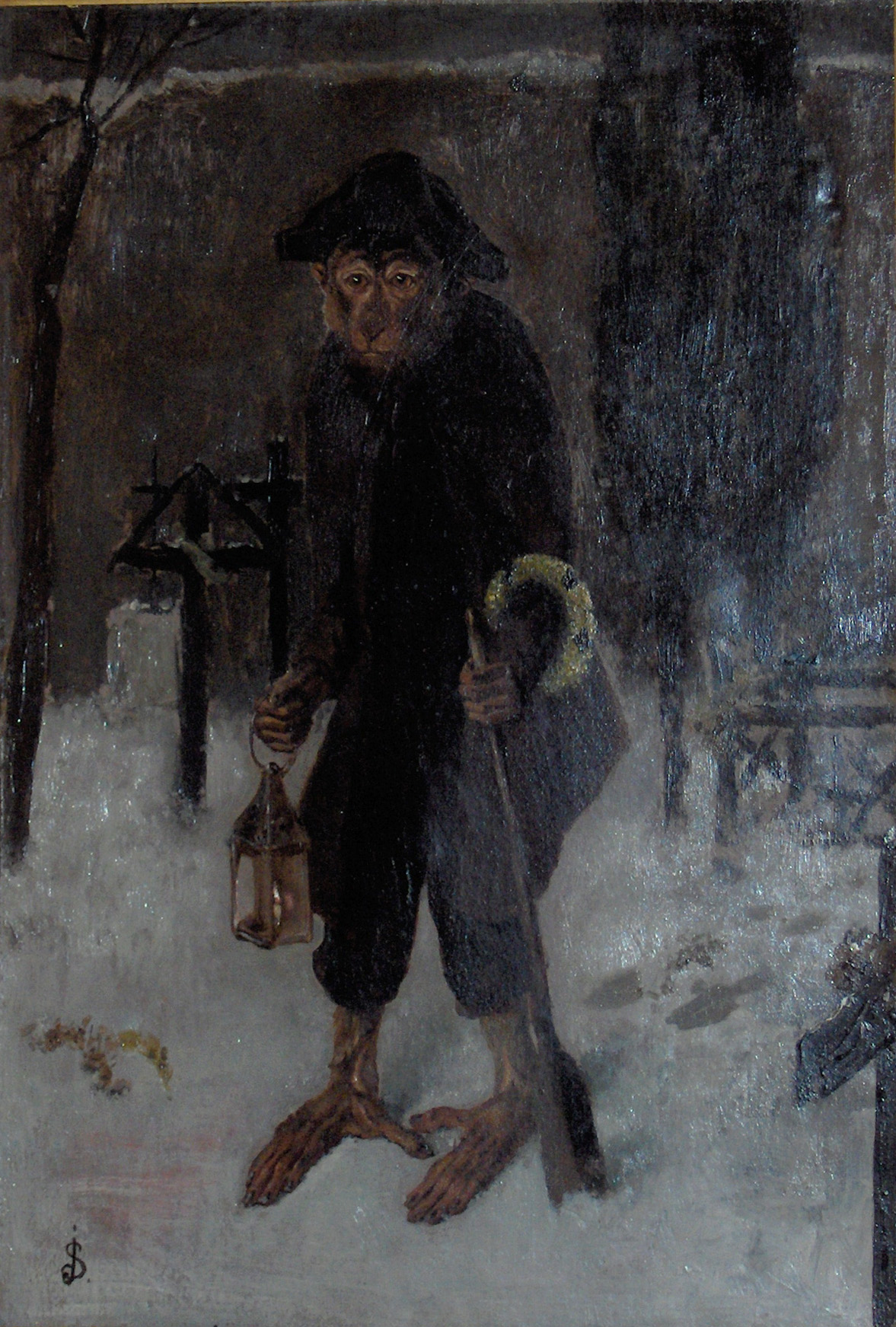
Croque-Mort.

Joseph Stevens, född den 20 november 1819 i Bryssel, död där den 2 augusti 1892, var en belgisk målare. Han var bror till Alfred Stevens. 
Stevens växte upp i ett förfinat hem med odlad smak och konstnärliga intressen och utvecklade sig mest genom självstudium till en utmärkt djurmålare. Hans kraftfulla kolorit och behandlingssätt visa äkta flamsk tradition från 1600-talsmästarna och påverkan av Decamps och Courbet. Han kom tidigt till Paris och tillhör liksom brodern lika mycket Frankrikes som Belgiens konst. Bland hans mest betydande målningar är Morgon i Bryssel (lumpsamlare på gatan rotar bland utkastade matrester, hundar slåss om kvarlevorna, 1848, Bryssels museum). Andra belysande alster av Stevens konst är Hundens arbete (hundar spända för kärra, 1851), Minne från Bryssels gator (1852, museet i Rouen), Flamsk tjur, förföljd av hund (1853), Hund och sköldpadda (museet i Antwerpen), På stranden (museet i Gent), Tantalus kval (Luxembourgmuseet), Smedjan, Hundmarknad i Paris och Hund framför spegeln (utställd 1880, alla tre i Bryssels museum).